# Tengqiao (köpinghuvudort i Kina, Jiangxi Sheng, lat 27,76, long 116,51)
Tengqiao (kinesiska: Tengqiao Zhen) är en köpinghuvudort i Kina. Den ligger i provinsen Jiangxi, i den sydöstra delen av landet, omkring 120 kilometer sydost om provinshuvudstaden Nanchang. Antalet invånare är 26 284. Befolkningen består av 12 236 kvinnor och 14 048 män. Barn under 15 år utgör 24,0 %, vuxna 15-64 år 68 %, och äldre över 65 år 7,0 %.
Runt Tengqiao är det ganska tätbefolkat, med 179 invånare per kvadratkilometer. Närmaste större samhälle är Langju, 18,2 km nordost om Tengqiao. Trakten runt Tengqiao består till största delen av jordbruksmark.
Genomsnittlig årsnederbörd är 2 563 millimeter. Den regnigaste månaden är juni, med i genomsnitt 466 mm nederbörd, och den torraste är oktober, med 21 mm nederbörd.